# 钓锤旋螺
钓锤旋螺（学名：Leucozonia smaragdula）是新腹足目旋螺科Leucozonia属的一种。主要分布于印度尼西亚、中国大陆、台湾，常栖息在低潮线。